# Pečurke
Pečurke (lat. Agaricus) je rod gljiva iz porodica pečurki (lat. Agaricaceae), reda listićarki (lat. Agaricales). Plodište im se sastoji od klobuka, listića i stručka s vjenčićem, a otrusina je tamnosmeđa. Žive kao saprotrofi (organizmi koji se hrane mrtvom organskom tvari) u šumama, parkovima i na travnjacima. Većina je pečurki jestiva, no ima i nekoliko otrovnih vrsta. Najpoznatije su vrste plemenita pečurka ili šampinjon (lat. Agaricus bisporus), pečurka ili rudnjača (lat. Agaricus campester), šumska pečurka ili anisova pečurka (lat. Agaricus sylvicola) i otrovna pečurka ili karbolna pečurka (lat. Agaricus xanthodermus). Pečurke su prilično mesnate, bijele; listići su u mladosti ružičasti, kasnije čokoladnosmeđi ili gotovo crni; otrusina je purpurnosmeđa; stručak je pun ili cjevastošupalj te nosi jednostruki ili dvostruki vjenčić; s kulinarskog stajališta ovaj rod ima izuzetnu važnost. Postoje i otrovne vrste kao na primjer otrovna pečurka (lat. Agaricus xanthoderma Gen.). Pojedine vrste imaju promjer klobuka i do 35 centimetara. Pečurke su rod gljiva koji sadrži i jestive i otrovne vrste, s možda preko 300 vrsta širom svijeta. Rod uključuje plemenitu pečurku ili šampinjon (lat. Agaricus bisporus) i rudnjača ili pečurku (lat. Agaricus campestris), glavne uzgajane gljive Zapada.

## Otrovne pečurke
Gljive ovog roda su uglavnom jestive, ali postoje i otrovne vrste kao na primjer otrovna pečurka (lat. Agaricus xanthoderma Gen.).

### Popis otrovnih gljiva rodaAgaricus
| Otrovne gljive roda Agaricus     |                 |                                       |                                   |                                                                       |                     |       |
| Znanstveni naziv                 | Narodni naziv   | Aktivni tvar                          | Otrovnost                         | Stanište                                                              | Sličnosti           | Slika |
| Agaricus moelleri Wasser (1976.) | Šarena pečurka  | Fenol, kao i diazo-spojevi i hidrazin | Gastrointestalni sindrom trovanja | Raste u skupinama na vlažnim šumskim terenima i po šumskim čistinama. | Agaricus campestris |       |
| Agaricus xanthodermus Genevier   | Otrovna pečurka | Fenol, kao i diazo-spojevi i hidrazin | Gastrointestalni sindrom trovanja | Uz putove, rubove livada, po žbunju, u parkovima                      | Agaricus campestris |       |

## Jestive gljive rodaAgaricus
| Jestive gljive roda Agaricus |                                 |                |                                                        | | |       |
| Znanstveni naziv             | Narodni naziv                   | Upotrebljivost | Kakvoća                                                | Stanište | Sličnosti | Slika |
| Agaricus abruptibulbus       | Gomoljastonoga šumarica         | Jestiva        | Dobra je za jelo pripremljena na razne načine          | Raste u malim skupinama od 2 do 3 primjerka u crnogoričnim i bjelogoričnim šumama.                                                                                 | Agaricus arvensis, Amanita verna, Amanita phalloides                                                                       |       |
| Agaricus arvensis            | Lipika                          | Jestiva        | Može se pripremati na razne načine.                    | Raste u malim skupinama uz okrajke crnogoričnih šuma, ali uspijeva i u listopadnim šumama te po grmlju i šumskim čistinama.                                        | Agaricus abruptibulbus, Agaricus macrosporus, Agaricus silvicola, Agaricus xanthodermus, Amanita verna, Amanita phalloides |       |
| Agaricus augustus            | Golema pečurka                  | Jestiva        |                                                        | Raste skupno u listopadnim i crnogoričnim šumama ljeti i u jesen.                                                                                                  | Agaricus perrarus |       |
| Agaricus benesii             | Benesijeva pečurka              | Jestiva        | Izvrsne kakvoće                                        | Raste ljeti i u jesen u listopadnim i crnogoričnim šumama, uz živice i na šumskim čistinama, nije česta vrsta                                                      | Agaricus macrosporus |       |
| Agaricus bisporus            | Plemenita pečurka ili šampinjon | Jestiva        | Odlične kvalitete; može se jesti i sirova              | Raste na pašnjacima, u vrtovima, parkovima, uz putove, voli rasti na dobrom pognojenom tlu                                                                         | Agaricus abruptibulbus, Agaricus macrosporus, Agaricus silvicola, Agaricus xanthodermus, Amanita verna, Amanita phalloides |       |
| Agaricus bitorquis           | Dvoprstenasta pečurka           | Jestiva        | Izvrsne kakvoće                                        | Raste od svibnja do kraja jeseni u skupinama po travnatim terenima, uz putove i u parkovima; može se pronaći između pukotina na asfaltu ili na vrlo tvrdoj zemlji. | Agaricus spissicaulis |       |
| Agaricus campestris          | Pečurka ili rudnjača            | Jestiva        | Izvanredno ukusna, može se pripremati na razne načine. | Raste skupno ili pojedinačno od svibnja do kraja jeseni po livadama, pašnjacima, raznim torovima za stoku i kukuruzištima                                          | Agaricus xanthodermus |       |
| Agaricus macrosporus         | Kračun                          | Jestiv         | Izvrsne kakvoće                                        | U kasno ljeto raste u skupinama, krugovima ili linijama, a može i pojedinačno po pašnjacima, livadama i šumskim čistinama.                                         | |       |
| Agaricus silvaticus          | Šumarica (gljiva)               | Jestiva        | Dobra je za jelo pripremljena na razne načine          | Raste najčešće u crnogoričnim i miješanim šumama, uvijek na istom mjestu u velikim skupinama od lipnja do polovice rujna.                                          | Amanita muscaria, Agaricus xanthodermus                                                                                    |       |
| Agaricus silvicola           | Šumska pečurka                  | Jestiva        | Izvrsne kakvoće, može se jesti i sirova                | Raste ljeti i u jesen skupno po 2 do 3 primjerka u crnogoričnim i miješanim šumama.                                                                                | Agaricus arvensis, Agaricus macrosporus, Amanita verna, Amanita phalloides                                                 |       |
| Agaricus vaporarius          | Resasta pečurka                 | Jestiva        |                                                        | Raste ljeti i u jesen u skupinama na plodnom tlu, uz putove, na odbačenom humusu, parkovima i vrtovima.                                                            | |       |

## Vanjske poveznice
|  | Zajednički poslužitelj ima stranicu o temi Agaricus    |
|  | Zajednički poslužitelj ima još gradiva o temi Agaricus |
|  | Wikivrste imaju podatke o taksonu Agaricus             |